# C.A.H. Hansen
Carl August Holmer Hansen (28. november 1811 i Hjørring – 29. marts 1894) var en dansk politiker.
C.A.H. Hansen var søn af apoteker i Frederikshavn Anker Christian Hansen og Anna f. Green. Efter at han i 1832 var blevet student og året efter havde taget 2. eksamen, ombyttede han det teologiske studium med landvæsenet og ejede i årene 1840-52 forskellige gårde i Thisted Amt. I 1852 flyttede han til Thisted, hvor han snart efter blev branddirektør såvel for Landbygningernes som for Købstædernes Brandforsikring (indtil 1886). Han har i Folketinget repræsenteret Vestervig-kredsen 1849-52 og Thistedkredsen 1854-59 og 1864-66, og i Landstinget havde han som medlem fra 8. kreds sæde siden 1870. Han hørte oprindelig til De Nationalliberale, senere til Mellempartiet ("Kammerrådspartiet") og i den senere årrækkes politiske kamp til Højre. Hansen har på Rigsdagen taget virksom del i behandlingen af alle sager af interesse for Nordjylland, særlig fiskeri-, jagt-, rednings- og sandflugtssager, og han har desuden i en lang årrække udfoldet en omfattende virksomhed til fremme af stedlige formål i Thisted Amt og Thisted købstad. Disse fortjenester i forbindelse med ualmindelig personlig livlighed og elskværdighed gjorde kammerråd (siden 1848), senere (1882) justitsråd Hansen til en af de mest populære jyske politikere, der har siddet i Rigsdagen. Han var også Ridder af Dannebrog og Dannebrogsmand.
Hansen ægtede 10. april 1840 Laurentze Jørgensen, datter af proprietær Jørgensen til Abildgaard. Sønnen F.C.C. Hansen blev arkitekt i Sorø.